# Astylos (Kentaur)

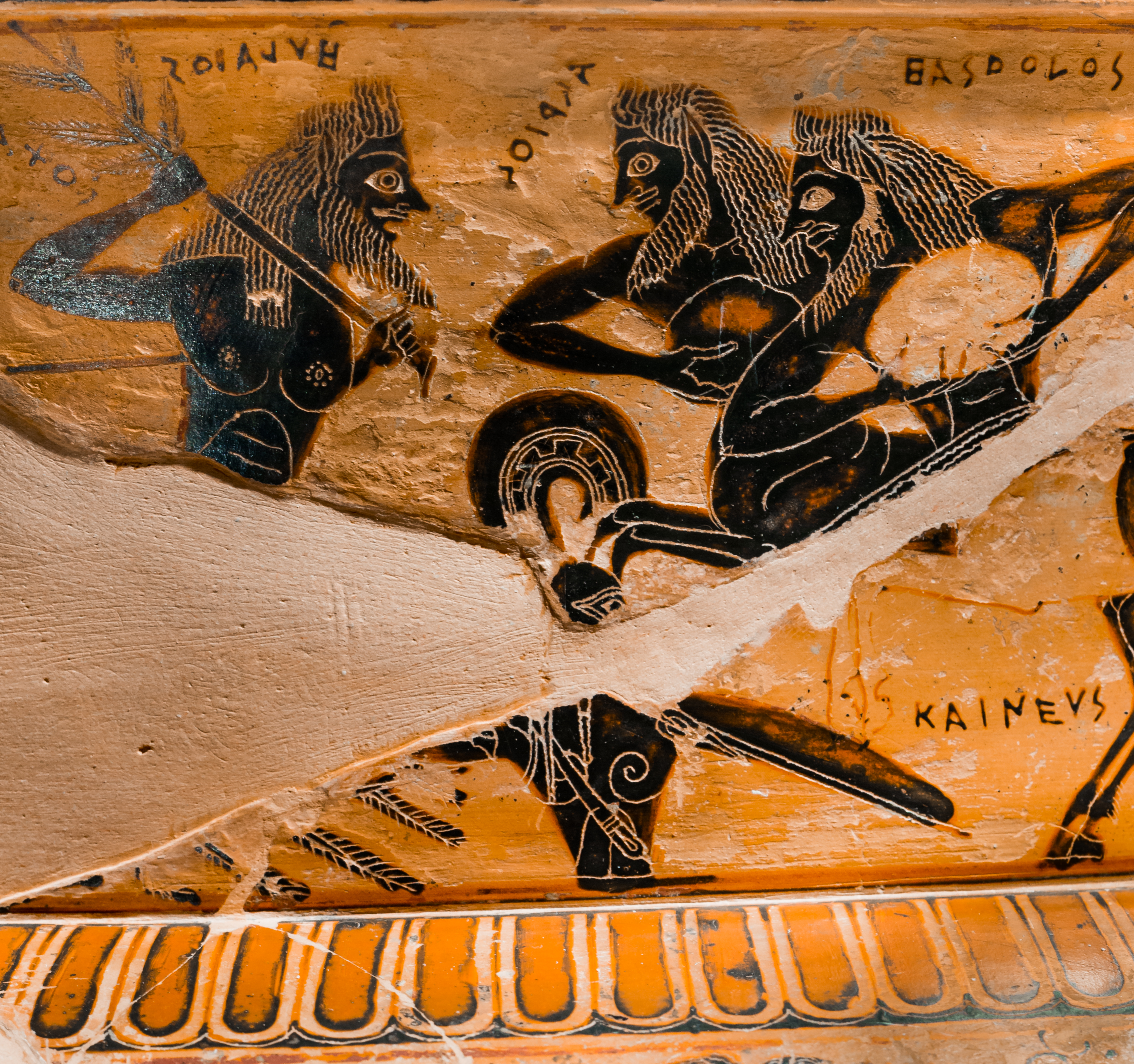
Françoisvase, 6. Jh. v. Chr.: Oben rechts mit aspiriertem A, (H)ASBOLOS = Astylos?

Astylos ist ein weissagender Kentaur der griechischen Mythologie. Er rät den Kentauren vom Kampf gegen die Lapithen ab, in der Kentauromachie kann er mit anderen Kentauren fliehen. Erwähnt wird er im zwölften Buch der Ovidschen Metamorphosen. Vermutlich ist er identisch mit dem seherischen Asbolos Hesiods und dem Hasbolos auf der Françoisvase, siehe Bild.

## Name
Der Name kommt laut Wilhelm Pape vom griechischen Ἀστύλος, Astýlos; lateinisch und deutsch Astýlus. Nach Roscher „kann dieser auch sonst vorkommende Name doch nur von ἄστυ (Stadt) abgeleitet werden und müsste demgemäß einen Städter bedeuten, eine Bezeichnung, die bei einem in Waldgebirgen und in Höhlen wohnenden Kentauren ganz unzulässig ist.“ Deshalb schlägt er vor, ihn mit Asbolos, ἄσβολος, Ruß, der Rußige, zu identifizieren. In der Tat enthalten die Kentaurennamen fast durchweg Hinweise auf ihr Wohngebiet oder auf ihren tierischen Charakter, so dass Asbolos die bessere Emendation wäre, denn dieser „Name ist von den im Walde lebenden Köhlern hergenommen und bezeichnet wie andere Kentaurennamen ... den im Waldgebirge Hausenden.“

## Mythos
Ovid lässt Nestor vor Troja die Kentauromachie erzählen, war er doch selbst dabei. Nach einem heftigen Gemetzel gewinnen die Lapithen und Argonauten die Oberhand. Die Kentauren erkennen, dass sie keine Chance haben, und es kommt zur Massenflucht. Mittendrin flieht auch Astylos, der als weissagender Kentaur immer gute Ratschläge bereithält:
„Er (Astylos), der vergebens vom Krieg abmahnte die Seinen, der Seher

Astylos. Der sprach auch zu dem Wunden befürchtenden Nessus:

Flieh doch nicht, du bleibst ja bewahrt für Herkules’ Bogen.“
Ovid nennt ihn „augur, Seher“, hebt ihn so aus der Masse heraus, verstärkt durch zwei Beispiele seiner Kunst. Er wollte die Kentauren von der Schlacht gegen die Lapithen abhalten, doch sie hörten nicht auf ihn (vergebens, frustra), jetzt gehen sie unter. Außerdem rät er dem Nessus zu bleiben, voraussehend, dass diesen ein anderes Schicksal ereilen wird.

## Quelle
- Ovid: Metamorphosen 12, 307–309, Wikisource.